# Попружна арка

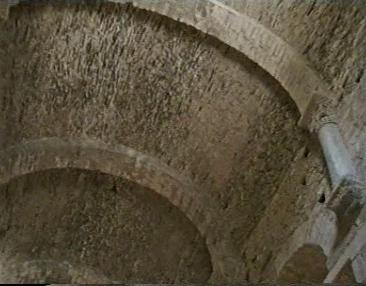
Попружна арка циліндричного склепіння

Попружна арка — кам'яна арка склепіння, що розділяє або завершує його, в основному збудована з великого і клинчастого каміння. Слугує для розподілу ваги склепіння, чи бані. Часто спирається на такі структури у стінах, як стовпи, пілястри, напівколони та ін. Така арка слугувала спочатку, щоб підтримувати і структурувати склепіння. Починаючи з Х століття зроблено перші спроби таким способом зводити склепіння в церквах. У пізніші часи попружні арки стали оптичними елементами структури. За їхньою допомогою склепіння поділяють на окремі травеї.

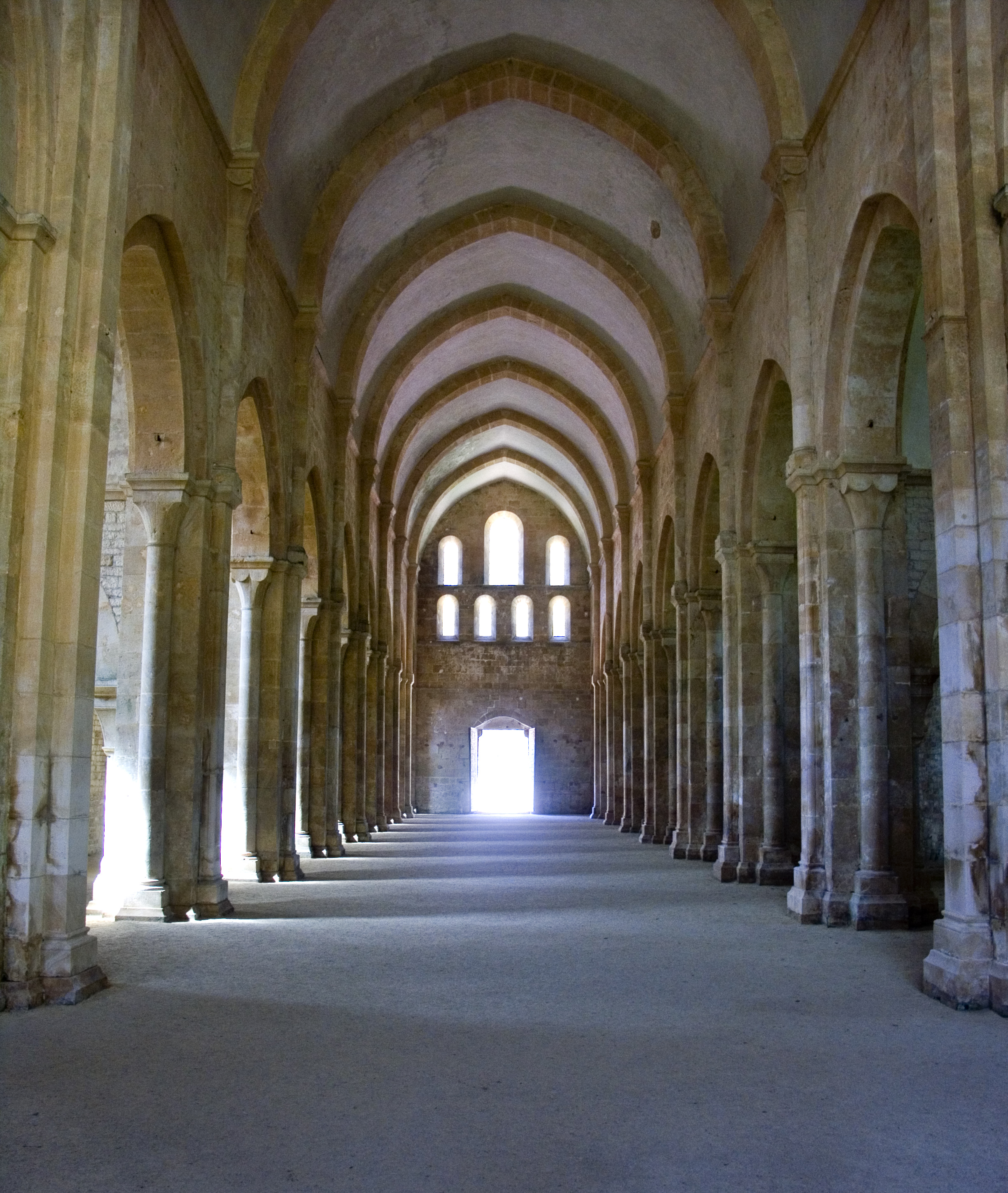
Стрілчасте циліндричне склепіння з попружною аркою
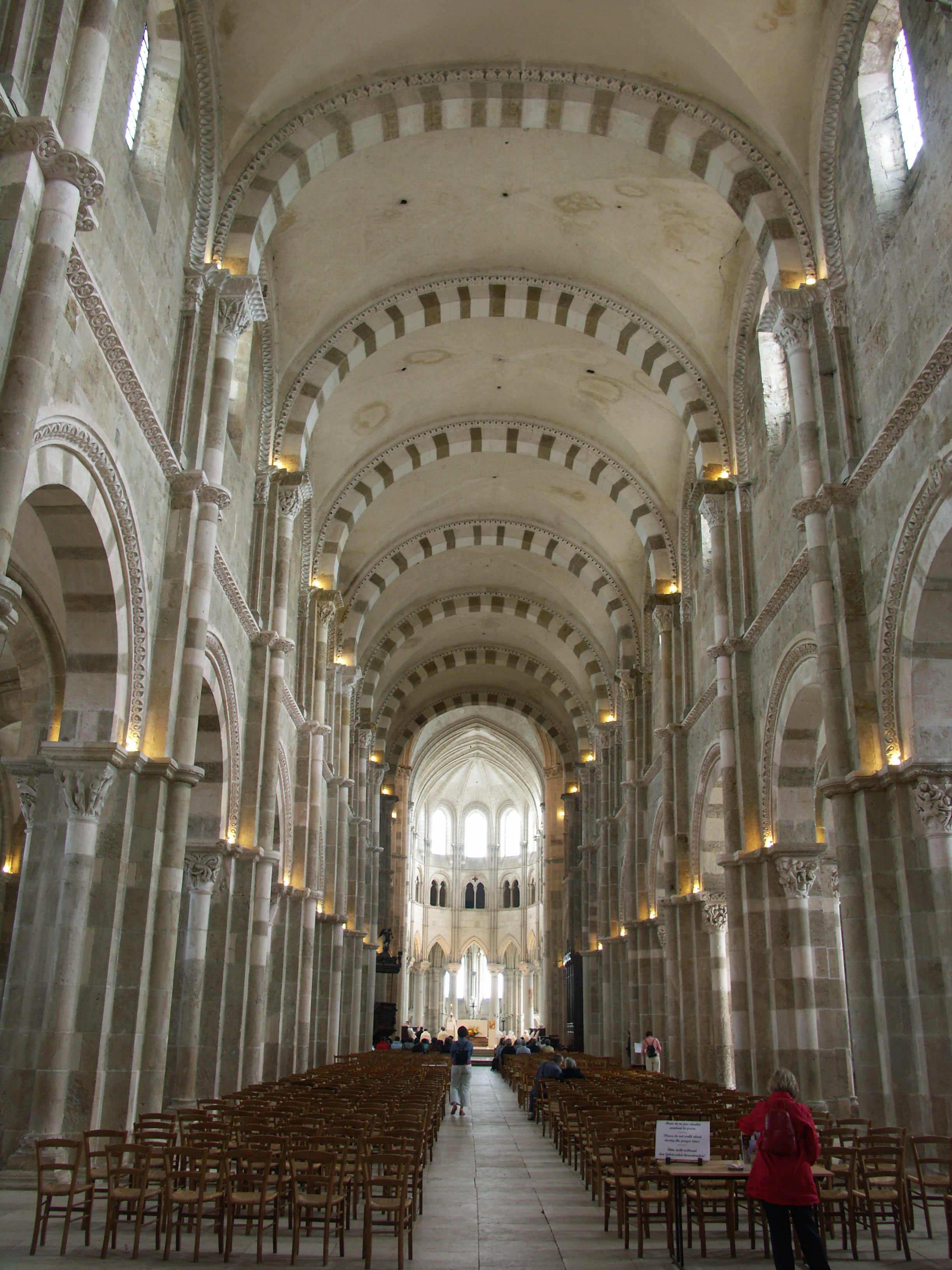
Хрестоподібне склепіння з попружною аркою
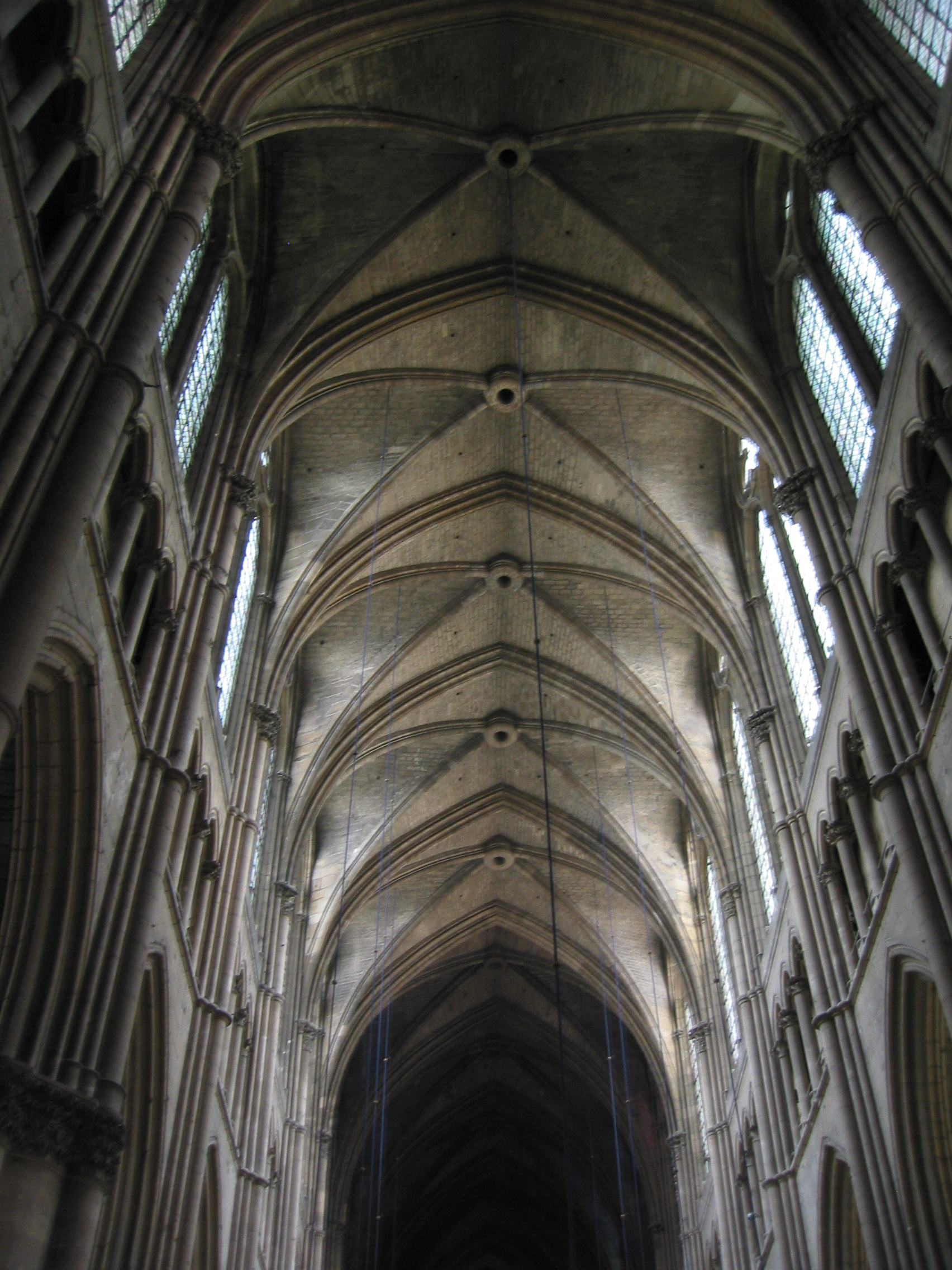
Ребристе склепіння з попружною аркою